# Madou (Tainan)
Madou (chinesisch 麻豆區, Pinyin Mádòu Qū, Pe̍h-ōe-jī Môa-tāu-khu) ist ein Bezirk der regierungsunmittelbaren Stadt Tainan im Südwesten der Republik China auf Taiwan.

## Lage und Beschreibung
Der Bezirk liegt im nordöstlich-zentralen Stadtgebiet von Tainan am Fluss Zengwen (曾文溪,  Zēngwén Xī), der den Bezirk im Südosten in einem Bogen durchquert. Die benachbarten Bezirke sind Xuejia und Xiaying im Norden, Guantian im Osten, Shanhua im Südosten, Anding und Xigang im Süden bis Südwesten und Jiali im Westen. Madou liegt in der Jianan-Ebene, einer Schwemmebene mit fruchtbaren Böden, die intensiv landwirtschaftlich genutzt wird. Das Terrain ist dementsprechend flach ohne größere Erhebungen und die durchschnittliche Höhe über dem Meeresspiegel liegt bei unter fünf Metern. In historischer Zeit hatte Madou einen indirekten Meereszugang über die Daofeng-Lagune (倒風內海,  Dàofēng Nèihǎi). Diese Lagune verlandete durch ständigen Sedimenteintrag allmählich und zurück blieben nur noch einzelne Gewässer und Kanäle.

## Geschichte
Der Ursprung des Ortsnamens ist nicht eindeutig geklärt. Erstmals schriftlich dokumentiert wurde die Gegend unter der Bezeichnung Mattau oder Mattauw durch die Niederländische Ostindien-Kompanie im 17. Jahrhundert. Die Ureinwohner waren Angehörige der austronesischen Ethnie der Siraya. Im ausgehenden 17. und im 18. Jahrhundert wurde die Gegend von Einwanderern besiedelt, die überwiegend aus den Regionen Zhangzhou und Quanzhou der chinesischen Küstenprovinz Fujian kamen, und die Urbevölkerung wurde entweder sinisiert oder weiter nach Osten abgedrängt. Während der japanischen Herrschaft (1895–1945) entstand hier im Jahr 1920 die Verwaltungseinheit Madou Jie (麻豆街,  Mádòu Jiē). Nach Übernahme Taiwans durch die Republik China 1945 wurde daraus die Stadtgemeinde Madou (麻豆鎮,  Mádòu Zhèn) im neu gegründeten Landkreis Tainan. Am 25. Dezember 2010 wurde der Landkreis Tainan aufgelöst und alle ehemaligen Landkreisgemeinden wurden als Stadtbezirke (區,  Qū) in die Stadt Tainan inkorporiert.

## Bevölkerung
Mit etwa 43.000 Einwohnern (2024) gehört Madou zu den Stadtbezirken mit mittlerer Bevölkerungszahl. Angehörige der indigenen Urbevölkerung machen etwa 0,3 % der Bevölkerung aus.
| Gliederung Madous |
|                   |

## Verwaltungsgliederung
Madou ist in 20 Ortsteile (里,  Lǐ) gegliedert. Am 29. Januar 2018 und 30. April 2018 erfolgte eine Neuabgrenzung der 20 Verwaltungseinheiten.
1 Xinxing (新興里)

2 Zhongxing (中興里)

3 Xiangkou (巷口里)

4 Kangjiang (晋江里)

5 Dongjiao (東角里)

6 Dacheng (大埕里)

7 Youche (油車里)

8 Bitou (埤頭里)

9 Xingnong (興農里)

10 Madou (井東里)

11 Qingshui (清水里)

12 Liaobu (寮廍里)

13 Nanshi (南勢里)

14 Beishi (北勢里)

15 Gangwei (港尾里)

16 Haipu (海埔里)

17 Makou (麻口里)

18 Anzheng (安正里)

19 Xiecuoliao (謝厝寮里)

20 Anye (安業里)

## Verkehr
Verkehrsmäßig ist Madou gut erschlossen. In Nord-Süd-Richtung verlaufen die Nationalstraße 1 (Autobahn) und die weiter östlich verlaufende Provinzstraße 19A (19甲). Zum Teil durch Madou verlaufen in südöstlicher Richtung die Provinzschnellstraße 84 und überwiegend in Ost-West-Richtung die Kreisstraßen 171, 173 und 176. Im äußersten östlichen Abschnitt wird Madou auch von der Trasse der Taiwanischen Hochgeschwindigkeitsbahn (THSR) tangiert, die hier jedoch keinen Halt aufweist.

## Landwirtschaft

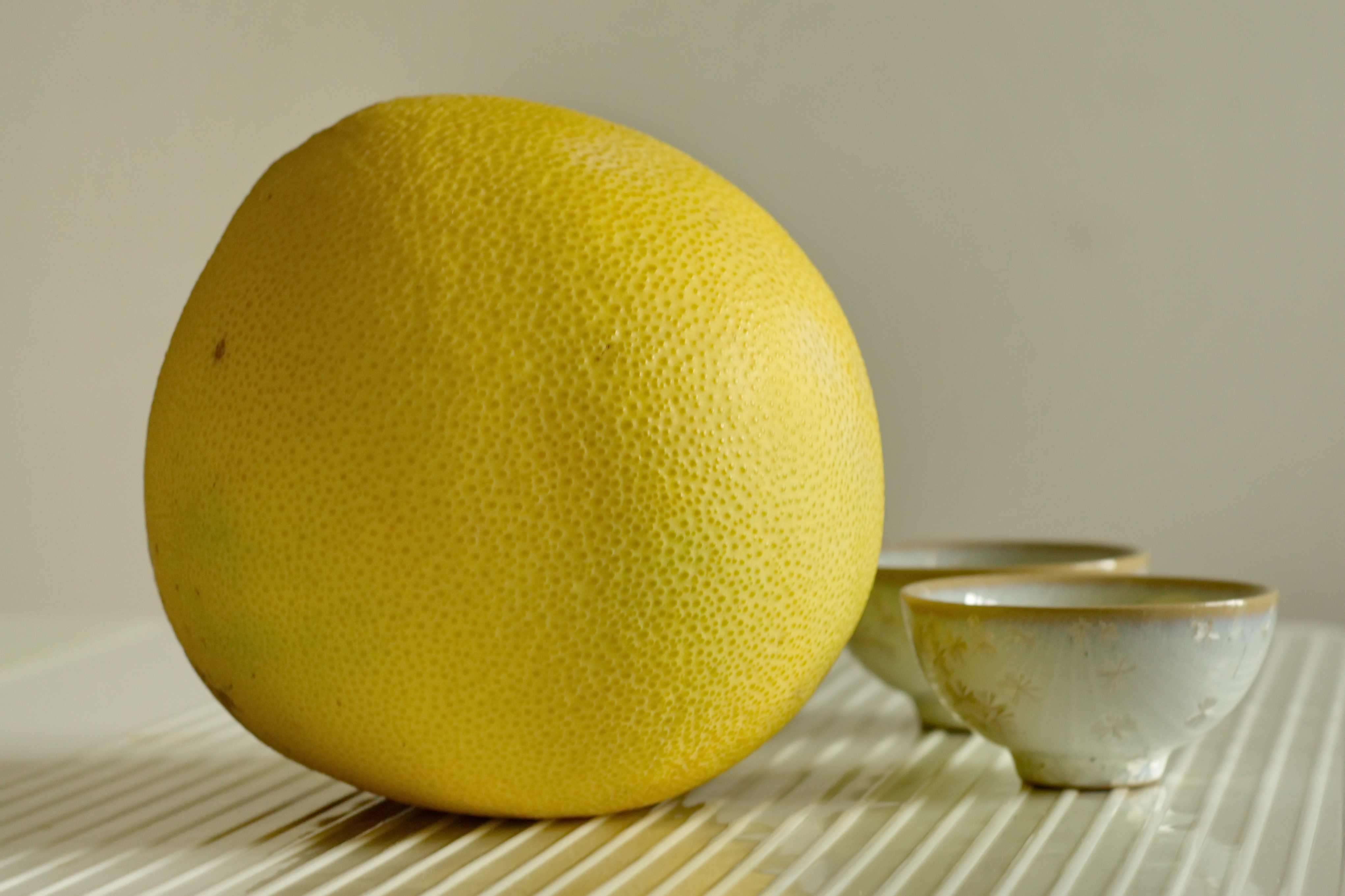
Pampelmusen, das bekannteste Agrarprodukt Madous

Die Mehrheit der Bevölkerung ist in der Landwirtschaft beschäftigt. Hauptsächliche Produkte sind Reis, Zuckerrohr, Mais, Gemüse und Bohnen. Spezialitäten sind Wendan- (文旦) Pampelmusen (über 500 ha), Avocado, eingelegte Gemüse, Melonenkerne (die geröstet als Snacks gegessen werden). Der Gartenbau spielt eine gewisse Rolle (hauptsächlich Orchideen). In der Tierzucht werden vor allem Hühner, Enten und Schweine gehalten. Außerdem wird Aquakultur betrieben. Das bekannteste Produkt Madous sind die Pampelmusen, die auch intensiv vermarktet werden.

## Hochschuleinrichtungen
Madou ist Sitz der im Jahr 2000 gegründeten Shoufu-Universität Taiwan (TSU). Außerdem befindet sich hier einer der beiden Campusse der privaten Aletheia-Universität.

## Besonderheiten und touristische Ziele
Auf dem Gebiet des ehemaligen Hafens wurde der Alte-Hafen-Freizeitpark (麻荳古港文化園,  Mádòu Gǔgǎng Wénhuà Yuán) eingerichtet. Hier befindet sich das Daofeng-Lagunen-Geschichtsmuseum (倒風內海故事館,  Dàofēng Nèihǎi Gùshìguǎn), das auch durch seine besondere Architektur Besucher anzieht. In Madou gibt es zahlreiche kleine sehenswerte Tempel, u. a. den Beiji Dian-Tempel (北極殿) in Dacheng, dessen Anfänge auf das 17. Jahrhundert zurückgehen, der aber schon mehrfach um- und neugebaut wurde. Hier wird Shangdi verehrt. Außerdem den Wenheng Dian-Tempel (文衡殿) zur Verehrung Guandis, den taoistischen Daitianfu-Tempel (代天府, oder 五王廟,  Wǔwáng Miào – „Tempel der fünf Könige“) in Nanshi, der 1958–68 erbaut wurde und der sich über eine Fläche von mehr als drei Hektar erstreckt. Auf dem Tempelgelände befindet sich eine 76 Meter lange begehbare Drachenstatue.

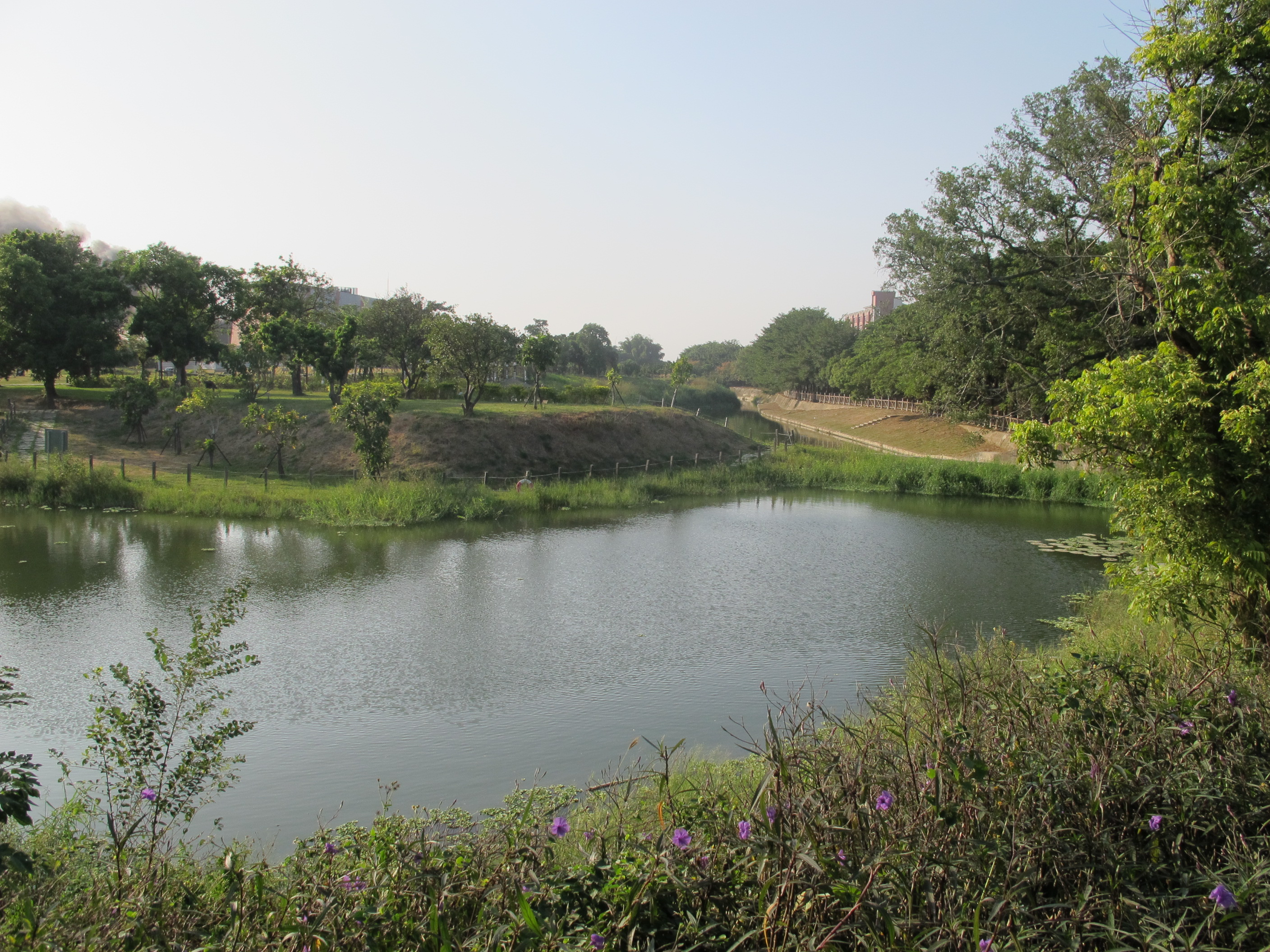
Long-Houfeng-Teich (龍喉鳳,  Lóng Hóufèng) im alten Hafen
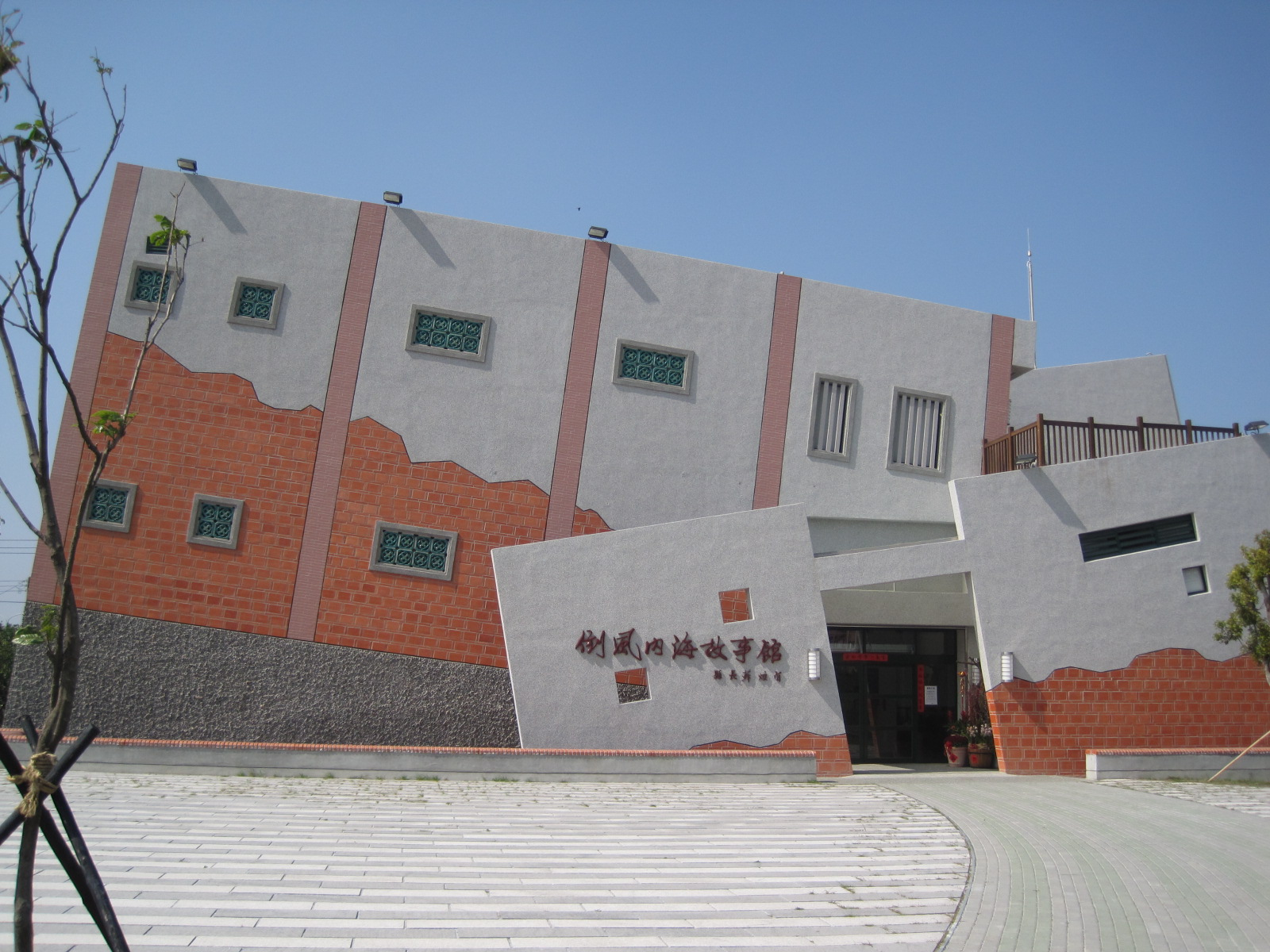
Daofeng-Lagunen-Geschichtsmuseum
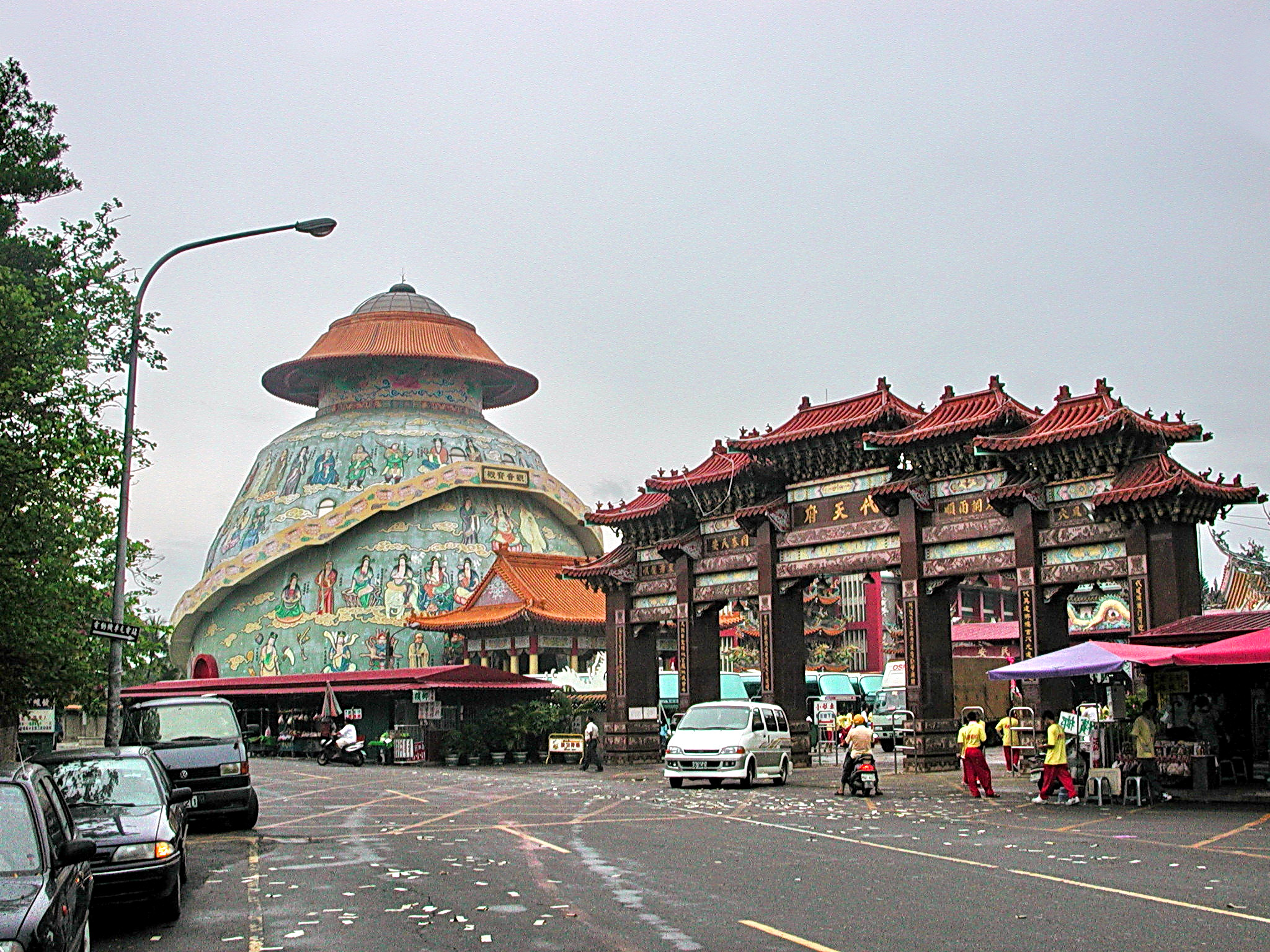
Daitianfu-Tempel

## Persönlichkeiten
- John Baptist Huang Min-Cheng (* 1955), römisch-katholischer Ordensgeistlicher und Bischof von Tainan